# Areza (district)
Areza est un district de la région Debub de l'Érythrée. La principale ville et capitale de ce district est Areza. 